# Anthony Ujah
Anthony „Tony“ Ujah (* 14. Oktober 1990 in Ugbokolo, Benue) ist ein nigerianischer Fußballspieler. Der Stürmer steht bei Botev Plovdiv unter Vertrag und ist ehemaliger nigerianischer Nationalspieler.

## Karriere

### Vereine

#### Anfänge in Nigeria und Norwegen
Ujah spielte in Nigeria für Abuja FC und Warri Wolves. Im Februar 2010 absolvierte er ein Probetraining beim norwegischen Klub Lillestrøm SK, nach dessen Ende er einen Vierjahresvertrag unterzeichnete. Beim Klub, bei dem auch sein Landsmann Nosa Igiebor unter Vertrag stand, etablierte er sich schnell in der Startformation und erzielte bei seinem zweiten Spieleinsatz im Spiel gegen Tromsø IL sein erstes Tor in Nordeuropa. Im Saisonverlauf verdrängte er den Rekordspieler und -torschützen Arild Sundgot als Sturmspitze und war einer der Garanten für das Erreichen des zehnten Tabellenplatzes. Mit 14 Saisontoren platzierte er sich gleichauf mit Steffen Iversen und Petter Vaagan Moen hinter dem im Sommer nach Deutschland gewechselten Mohammed Abdellaoue und Torschützenkönig Baye Djiby Fall an dritter Stelle der Torschützenliste der Spielzeit 2010. Auch zu Beginn der folgenden Spielzeit zeigte er seine Torgefahr und erzielte beim 7:0-Auswärtserfolg beim Meister von 2008 Stabæk Fotball vier Tore. Anschließend traf er regelmäßig und setzte sich nach erneut vier Toren beim 4:2-Erfolg gegen Strømsgodset IF an der Spitze der Torschützenliste fest, nach seinem Abgang im Sommer wurde er jedoch von der Spitze verdrängt und lag am Saisonende mit 13 Toren vier Treffer hinter Torschützenkönig  Mustafa Abdellaoue.

#### 1. FSV Mainz 05
Zur Saison 2011/12 wechselte Ujah zum Bundesligisten 1. FSV Mainz 05, bei dem er einen bis zum 30. Juni 2015 gültigen Vertrag erhielt. Am 4. November 2011 erzielte er beim 3:1-Sieg gegen den VfB Stuttgart seine ersten beiden Bundesligatore für die Mainzer. Im weiteren Saisonverlauf kam er jedoch nicht an Eric Maxim Choupo-Moting, Ádám Szalai, Sami Allagui und dem in der Winterpause von Borussia Dortmund verpflichteten Mohamed Zidan in der Offensive vorbei; bis Saisonende blieben dies seine einzigen Tore in zwölf Bundesligaspielen.

#### 1. FC Köln

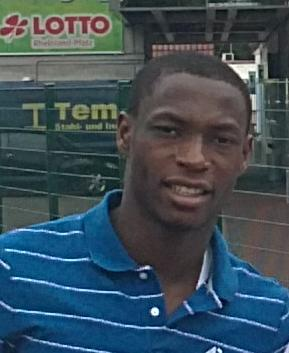
Anthony Ujah, 2011

Am Ende der Sommertransferperiode wurde Ujah ab dem 31. August 2012 für eine Spielzeit an den 1. FC Köln ausgeliehen. Unter Trainer Holger Stanislawski debütierte er am 5. Spieltag in der 2. Bundesliga. Hatte sich die Mannschaft nach einem schwachen Saisonstart mit sechs sieglosen Spielen zu Saisonbeginn im Tabellenkeller wiedergefunden, trug er als regelmäßiger Torschütze – in seinen 28 Saisoneinsätzen, in denen er jeweils in der Startformation stand, erzielte er als vereinsintern bester Torschütze 13 Tore – zur Aufholjagd bei, die im Klub im letzten Saisondrittel noch Hoffnung auf den Wiederaufstieg machte. Nach nur einem Sieg aus den letzten vier Saisonspielen reichte es jedoch für die Mannschaft nur zum fünften Tabellenplatz.
In der Sommerpause 2013 verpflichtete der 1. FC Köln Ujah mit festem Vierjahresvertrag. Am Ende der Saison 2013/14 stieg er mit dem 1. FC Köln in die Fußball-Bundesliga auf. Beim entscheidenden Heimsieg gegen den VfL Bochum am 31. Spieltag machte er mit seinem Tor zum 3:1 den Aufstieg endgültig perfekt.

#### Über Bremen und China zurück nach Mainz
Zur Saison 2015/16 wechselte Ujah zu Werder Bremen und unterschrieb einen bis Juni 2019 laufenden Vertrag. In 32 Bundesligaspielen schoss er elf Tore, in fünf Spielen im DFB-Pokal traf er dreimal. Er ging zur Saison 2016 nach China zu Liaoning Hongyun in die Chinese Super League. In der Winterpause der Saison 2017/18 kehrte er zum 1. FSV Mainz 05 zurück.

#### 1. FC Union Berlin
Zur Saison 2019/20 wechselte Ujah zum 1. FC Union Berlin. Er erhielt beim Aufsteiger einen Vertrag mit einer Laufzeit bis zum 30. Juni 2022.

#### Eintracht Braunschweig
Zur Saison 2022/23 wechselte Ujah zu Eintracht Braunschweig. Er erhielt beim Aufsteiger einen Vertrag mit einer Laufzeit bis zum 30. Juni 2023. Nach zwei Jahren verließ er den Verein im Sommer 2024.

#### Botev Plovdiv
Zur Saison 2024/25 schloss sich Ujah dem bulgarischen Erstligisten Botev Plovdiv an. Nachdem er dort mit zwei Toren in der Qualifikation zur Europa League einen gelungenen Einstand gefeiert hatte, zog er sich eine schwere Knieverletzung zu und fällt mehrere Monate aus.

### Nationalmannschaft
Ujah bestritt zwei Spiele für die nigerianische U-23-Auswahl. Er wurde vom nigerianischen Fußballverband in den Kader der Nationalmannschaft für den Afrika-Cup 2013 in Südafrika berufen. Er lehnte dieses Angebot jedoch ab, um sich mit dem 1. FC Köln auf die Rückrunde zu konzentrieren. Am 1. Juni 2013 bestritt er schließlich sein erstes Länderspiel für Nigeria im Testspiel gegen Mexiko, als er in der 45. Spielminute für Joseph Akpala eingewechselt wurde. Mit der Nationalmannschaft nahm er am Confed Cup 2013 in Brasilien teil.

## Titel und Erfolge
- Zweitliga-Meister und Aufstieg in die Bundesliga: 2014

## Soziales Engagement
Seit 2013 engagiert sich der gläubige Christ Anthony Ujah beim Show Racism the Red Card-Deutschland e. V. und beteiligte sich an der Kampagne Unsere Elf gegen Rassismus.